# Talagening
Talagening is een bestuurslaag in het regentschap Purbalingga van de provincie Midden-Java, Indonesië. Talagening telt 3247 inwoners (volkstelling 2010).